# Psocoidea
Psocopteroidea è un raggruppamento di insetti inquadrato al rango di sezione nel superordine dei Paraneoptera (Endopterygota Neoptera). Questo inquadramento sistematico non è universalmente condiviso dalla letteratura scientifica.
Comprende gli ordini Psocoptera, Mallophaga e Anoplura e più di undicimila specie divise in sette subordini principali. Diversi studi di biospeleologia hanno dimostrato il carattere primitivo del super-ordine. Tra gli animali compresi in questo gruppo, vi sono i pidocchi.